# احمد مهدی‌زاده
احمد مهدی‌زاده یکی از بازیکنان فوتبال ایران است. این بازیکن در طول در دوران حضورش، در تیم‌های مختلفی از جمله ملوان بندر انزلی مشارکت داشته‌است.